# تبن الجمل
تبن هندي أو تبن الجمل أو إذْخِر أو تِبْن مكة أو طيب العرب (الاسم العلمي Cymbopogon martinii)، نبتة.
تكثر جداً في براري الهند وماليزيا. وهي أنواع من القصب القصير، الحُزميّ الانتشاب. تُنسب إلى فصيلة النجيلية. سوقة وأوراقه
تُعطي دهناً عطرياً يُستعمل استعمال A. i warancusa Rose بفائدة بارزة في بعض المناطق ضد القُرحات وحالات الروماتيزم. تدخل في تركيب
الترياق.

## الاستخدامات
من خصائص هذه المادة أنها مثيرة، مُهيجة، عَصبيَّة، ولكنها لم تعد مُستعملة. هناك زيوت دُهنية مُختلفة تُصنع في سنغافورة وسيريلانكا
بكميات كبيرة وتُنسب إلى أنواع مختلفة من جنس (Andropogon)، وهي زيوت تستعمل في تزوير الزيوت الدهنية عامة، وزيت الورد الدهني خاصة،
وتستعمل كذلك كعطور أساس.

## المحتويات
تحتوي على 55 إلى 75% من الجيرانيول والسيترونيلال. إن الزيت الدهني المسمى دهن الجيرانيوم الهندي هو زيت باهت اللون
الأصفر، رائحتة تُذكر برائحة الورد،